# Marie-Reine Guindorf
Marie-Reine Guindorf (París, 1812 - Ibídem, 1837 ) fue una escritora, periodista y feminista francesa, fundadora en agosto de 1832 junto a Désirée Véret de La Femme Libre  la primera revista hecha por y para mujeres en Francia, considerado el primer periódico feminista francés.

## Biografía

### Sansimoniana
Marie-Reine Guindorf era una joven costurera cuando se interesó por el papel de las mujeres en las acciones del movimiento sansimoniano. Se convirtió en una activista, formándose en el "Grado obrero" (Degré ouvrier) dirigido por Claire Bazard . Cuando el 28 de noviembre de 1831 se publicó en Le Globe, el periódico oficial de los sansimonianos, la decisión de Prosper Enfantin de no permitir que las mujeres avanzaran en la jerarquía, Marie-Reine fue una de las jóvenes proletarias que se alejó de la comunidad. 

### La Femme Libre
A los 20 años, en agosto de 1832, Marie-Reine fundó, con Désirée Véret, un pequeño folleto, diseñado y producido solo por mujeres. El primer título es La Femme Libre. Bajo su dirección, la revista se convierte en el apostolado de las mujeres en el segundo número. 

“Esta publicación no es especulación, es un trabajo de apostolado por la libertad y asociación de las mujeres. Habiendo sentido profundamente la esclavitud y la nulidad que pesa sobre nuestro sexo. Levantamos nuestras voces para pedir a las mujeres que vengan con nosotros, para reclamar nuestro lugar en el templo, en el estado y en la familia. Nuestro objetivo es la asociación. Las mujeres que hasta ahora no tenían una organización que les permitiera participar en algo grande, solo podían lidiar con pequeñas cosas individuales que las dejaban aisladas. (...) Somos Saint-Simoniennes, y es precisamente por eso que no tenemos este espíritu exclusivo que rechaza todo lo que no somos nosotros. (...)
El artículo está firmado Marie-Reine; no incluye un apellido, como todos los artículos de esta publicación..

 Otras mujeres se unen a ellas, como Suzanne Voilquin, quien se convierte en codirectora en la sexta entrega. Marie-Reine y Suzanne continuarán su codirección y el grupo de mujeres que apoya la publicación se unirá en una asociación, tomando el nombre de La Femme Nouvelle . Marie-Reine, cada vez más ocupada con el Fourierismo, termina dejando el periódico cediendo la dirección a Suzanne Voilquin, quien continúa la publicación cambiando el título que se convierte en La Tribune des femmes . 

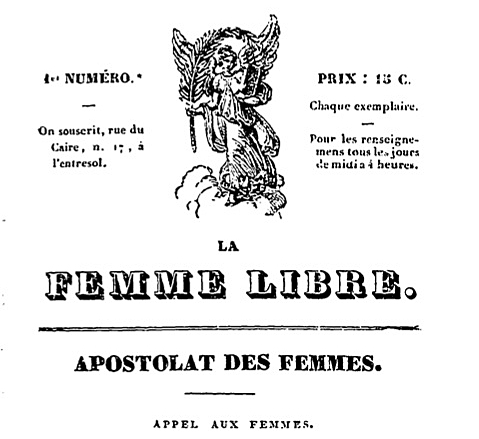

Marie-Reine se casó con el joven sansimoniano Flichi a su regreso de una misión en el Mediterráneo dirigida por Barrault. En 1835 dio a luz a un niño, que fue internado en un lugar de acogida.

### Suicidio a los 25
A finales de 1836, Suzanne Voilquin vivió durante seis semanas, hasta el 8 de enero de 1837, en el apartamento de la joven pareja en rue Montmorency en París. Suzanne considera que su amiga tiene todos los elementos para poder vivir bien con su esposo y su hijo de 15 meses y una casa gracias a la generosidad de los padres de Flichi que percibieron una herencia imprevista. Sin embargo, a Suzanne le preocupa la lejanía de su hijo, que todavía está con una nodriza, el activismo de Marie-Reine, que asiste regularmente a las reuniones de un discípulo de Charles Fourier, donde se habla de poner en práctica un primer Falansterio. Suzanne había dejado a sus amigos cuando Flichi la contacta buscando a Marie-Reine que ha desaparecido. Su cuerpo fue encontrado el 1 de julio de 1837, en el Sena en Pont de Grenelle